# Florence Foster Jenkins
Florence Foster Jenkins (Wilkes-Barre, 19 luglio 1868 – New York, 26 novembre 1944) è stata una cantante statunitense divenuta famosa per la sua completa mancanza di doti canore, insieme al forte desiderio di conquistarle. La sua vita ha ispirato un film, Florence.

## Biografia
Nata a Wilkes-Barre in Pennsylvania da Charles Dorrance Foster e da Mary Jane Hoagland, Florence prese lezioni di musica da bambina, ed espresse il desiderio di andare all'estero a studiare musica. Suo padre si rifiutò di pagarle gli studi, così lei fuggì a Filadelfia con Frank Thornton Jenkins, un dottore che divenne suo marito nel 1885, quando lei aveva solamente diciott'anni, nel 1902 divorziarono; in questa città lavorò come insegnante e pianista. Florence contrasse dal marito la sifilide, che alcuni anni dopo le provocò danni irreparabili alle articolazioni: per tale ragione dovette abbandonare la carriera di pianista. Alla morte del padre, nel 1909, ereditò una ingente somma di denaro che le permise di intraprendere quella carriera di cantante soprano che le era stata scoraggiata sia dai suoi genitori che dall'ex marito. Si inserì nella scena musicale di Filadelfia, fondando e sovvenzionando il Verdi Club, prese lezioni di canto e iniziò a esibirsi in qualche recital esordendo nel 1912.
Dalle registrazioni appare chiaro che la Jenkins aveva poco senso dell'intonazione e del ritmo, e che era a malapena in grado di sostenere una nota: è possibile ascoltare i suoi accompagnatori fare aggiustamenti per compensare le sue variazioni di tempo e i suoi errori ritmici. Ciononostante, divenne comunque famosa, in quanto il suo pubblico l'amava per il divertimento che forniva più che per le sue doti canore. I critici spesso descrivevano il suo lavoro in modo ambiguo, il che potrebbe essere servito a stuzzicare la curiosità del pubblico. Nonostante la sua palese mancanza di abilità, era fermamente convinta della sua grandezza paragonandosi a noti soprani quali Frieda Hempel e Luisa Tetrazzini, e liquidava le risa che spesso si levavano dal pubblico durante le sue esibizioni, come "gelosia professionale" delle rivali. Era comunque conscia delle critiche, a cui replicava: "La gente può anche dire che non so cantare, ma nessuno potrà mai dire che non ho cantato".
La musica che la Jenkins affrontava nei suoi recital era un misto di repertorio operistico classico di autori come Mozart, Verdi e Strauss, lieder (compresi pezzi di Brahms e i "Clavelitos" di Joaquín Valverde, uno dei suoi bis preferiti) e canzoni composte da lei stessa o dal suo accompagnatore, Cosmé McMoon. Indossava spesso costumi elaborati che si disegnava da sola, apparendo talvolta con ali e paillettes e, per i "Clavelitos", gettando fiori al pubblico mentre agitava un ventaglio e esibiva altri fiori tra i capelli.
Nonostante le richieste di un maggior numero di spettacoli, limitò le sue rare performance a un ristretto numero di luoghi graditi, e al suo recital annuale nella sala da ballo del Ritz-Carlton di New York. La partecipazione ai suoi recital era sempre limitata alle sue leali compagne del club e a pochi altri ospiti selezionati — si occupava personalmente della distribuzione degli ambiti biglietti. All'età di 76 anni la Jenkins cedette infine alle richieste del pubblico e si esibì alla Carnegie Hall, il 25 ottobre 1944: il concerto era così atteso che i biglietti vennero esauriti con settimane di anticipo. Morì un mese dopo questo evento, a causa di un attacco di cuore.
Alcuni hanno sostenuto che tutta la più che trentennale carriera della Jenkins fosse in realtà un elaborato scherzo giocato al pubblico; ma ciò sembra contraddire un'altra versione, secondo cui la sua morte di crepacuore dopo l'esibizione alla Carnegie Hall fosse il risultato della derisione da parte dei suoi critici. Comunque esistono poche prove a sostegno di entrambe le asserzioni. Tutto indica che Florence morì con lo stesso felice e fiducioso senso di appagamento che pervase la sua intera vita artistica.

## Registrazioni
Alcune registrazioni sono state pubblicate su due CD:
- The Glory of the Human Voice (RCA Victor)
- Murder on the High Cs (Naxos Rekords).

## Impatto culturale

### Cinema
- Liberamente ispirato alla vita di Florence Foster Jenkins, nel 2015 Xavier Giannoli ha diretto Catherine Frot nel film Marguerite.
- Nel 2016 è stato realizzato il film biografico Florence (Florence Foster Jenkins), diretto da Stephen Frears ed interpretato da Meryl Streep e Hugh Grant.[1][2][3]

### Teatro
Nel 2001 è andata in scena all'Edinburgh Festival Fringe una commedia di Chris Ballance sulla Jenkins, e nel novembre 2005 ha debuttato a Broadway la commedia sulla sua vita, dal titolo Souvenir, con Judy Kaye nel ruolo della Jenkins.